# Petr Knakal
Petr Knakal (Plzeň, 1º febbraio 1983) è un calciatore ceco, difensore del Sezimovo Ústí.

## Palmarès

### Club

#### Competizioni nazionali
- Fotbalová národní liga: 1

Viktoria Plzen: 2002-2003